# Josias von Plüskow
Josias Helmuth Albrecht von Plüskow (* 12. Juli 1815 in Kurzen Trechow; † 16. März 1894 in Kowalz) war ein mecklenburgischer Rittergutsbesitzer und Landrat.

## Leben

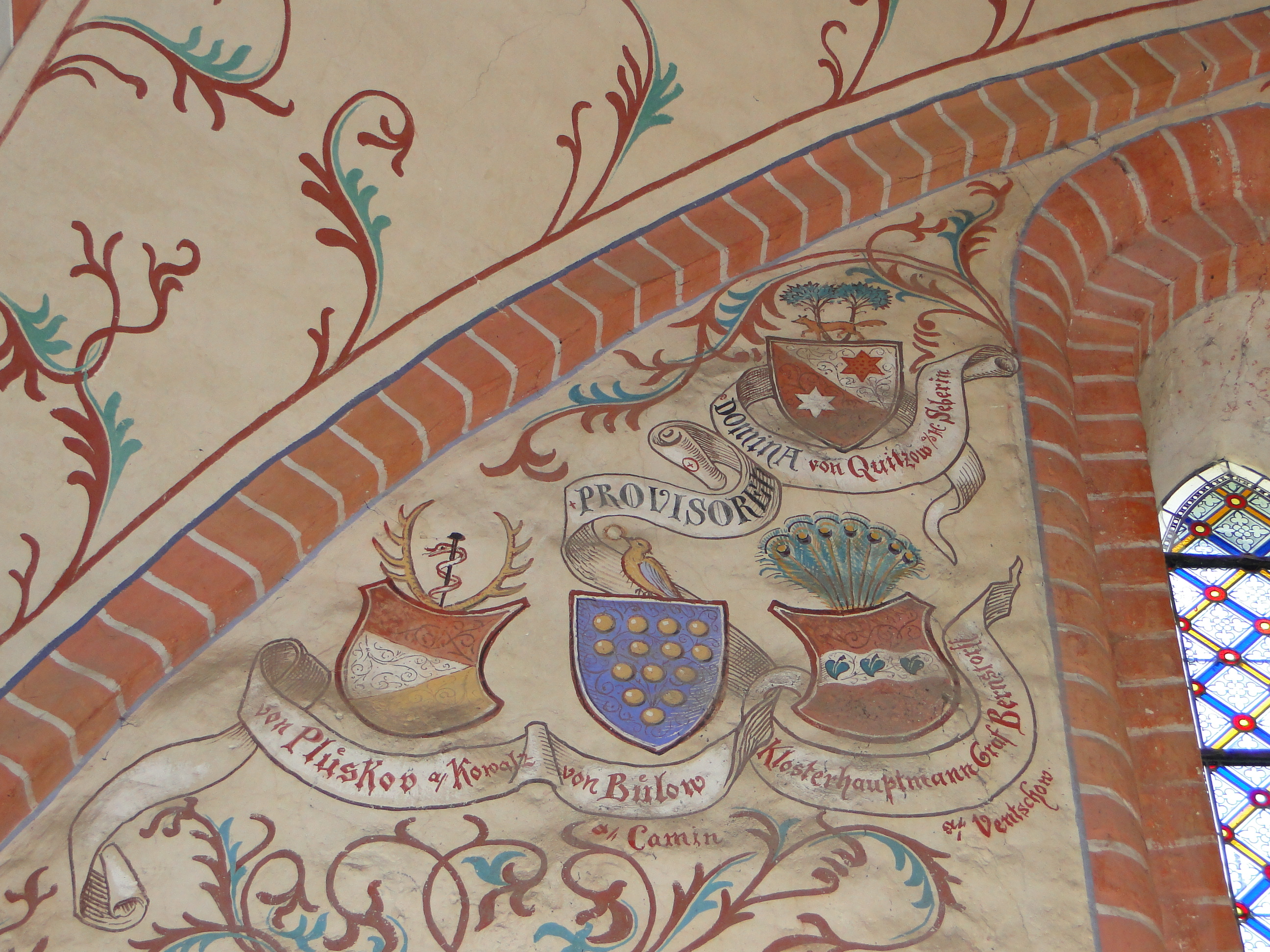
Wappen in der Patronatskirche zu Lohmen

Josias von Plüskow wurde am 12. Juli 1815 als drittes Kind von Carl von Plüskow und seiner Frau Wilhelmine, geb. von Witzleben auf dem großen altertümlichen Schloss des väterlichen Gutes Trechow geboren. Vier Jahre später starb am 19. September 1820 sein Vater. Die Vormünder wurden der Landrat von Leers auf Schönfeld und der Oberst von Liebherr auf Steinhagen. Seine Mutter hielt sich mit ihren Kindern oft längere Zeit bei ihren Verwandten in Holstein auf, so in Kiel, Eutin und bei ihrer Schwester, der Gräfin von Rantzau auf Rastorf auf.
Bis zum 12. Lebensjahr wurde Josias von Plüskow einem Hauslehrer unterrichtet, der sich bemühte, ihm auch Religion beizubringen. Danach besuchte er das Pädagogium in Halle, wo ihn fromme Lehrer unterrichteten. Konfirmiert wurde er in der Heimat. Ab Herbst 1834 studierte er an der Georg-August-Universität Göttingen Rechtswissenschaft und wurde Mitglied des Corps Vandalia Göttingen. Er war kein Raufbold, stand aber auf der Mensur immer seinen Mann. Er ging im Herbst 1835 an die Ruprecht-Karls-Universität Heidelberg und schloss sich 1836 den Corps Vandalia und Hanseatia an. Zum Abschluss des Studiums wechselte er an die Friedrich-Wilhelms-Universität zu Berlin und im Juli 1837 an die heimatliche Universität Rostock.
Nach Abschluss des Studiums hatte er den Wunsch, das väterliche Gut zu übernehmen. Um sich auf die Landwirtschaft vorzubereiten, ging er für einige Zeit zum Herrn von Mecklenburg auf Gehmkendorf. Die von Plüskow waren Besitzer der Rittergüter Kowalz und Sophienhof. Kowalz übernahm er 1841 von Dr. Georg Hermann Oertling, da das Gut Trechow wegen Erbauseinandersetzungen mit den Geschwistern 1841 verkauft wurde.

### Provisor im Kloster Dobbertin

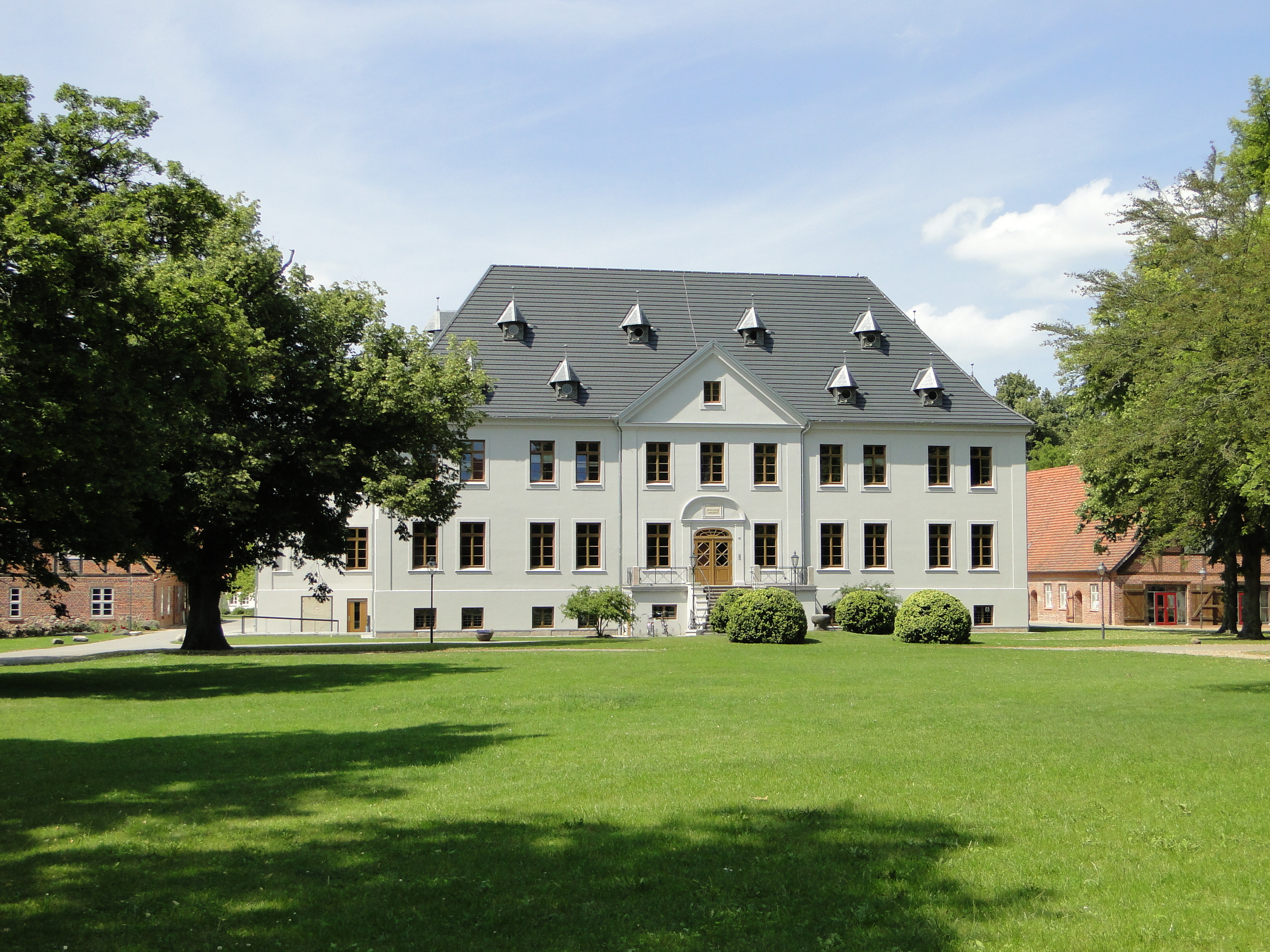
Klosterhauptmannshaus in Dobbertin (2011)

Von 1861 bis 1889 war Josias von Plüskow Provisor des Klosters Dobbertin. Als nach 41 Jahren Amtszeit sein Vorgänger, der Landrat Hans Dietrich Wilhelm von Blücher auf Sukow bei Teterow am 5. Februar 1861 starb, wurde am 15. November 1861 auf dem Landtag zu Sternberg der Landrat Josias von Plüskow auf vier Jahre als Provisor gewählt. Der Provisor war nach Ablauf einer Wahlperiode wieder wählbar.
Am 11. Februar 1862 erfolgte seine Amtseinführung im Kloster Dobbertin observanzmäßig zuerst im Konventsaal des Dominahauses bei der Frau Domina Hedwig von Quitzow als gewählte Vorsteherin des Konvents mit ihren Konventualinnen. Danach erfolgte im Gerichtszimmer des Klosterhauptmannhauses seine Vorstellung vor den versammelten Beamten, Angestellten, Förstern und Holzwärtern des Klosteramtes und allen Dorfschulzen als Bürgermeister der Klosterdörfer. Josias von Plüskow führte sein Amt mit großer Treue und Tüchtigkeit als Mann des Rechts, des Vertrauens und der Billigkeit im Klosteramt bis zum 3. Dezember 1889 aus. In seinen 28 Dienstjahren hatte er mit vier Klosterhauptmännern nacheinander das Klosteramt geleitet. Es waren (Otto) Julius von Maltzan, Freiherr zu Wartenberg und Penzlin auf Klein Luckow, der Drost Bogislav Wilhelm Theodor von Liebherr auf Steinhagen, Christian Joachim Hugo Karl Graf von Bernstorff auf Wahrstorf und Ventschow und der Landrat Wilhelm von Oertzen auf Lübbersdorf, Cosa und Barsdorf.

### Mecklenburgischer Landtag
Josias von Plüskow war 50 Jahre lang Mitglied der Ritterschaft und im Landtag tätig. Als ritter- und landschaftlicher Deputierter gehörte er der dirigierenden Kommission des von Adolph von Sprewitz mitbegründeten Landarbeitshauses Güstrow an.
1850 hatte er sich bereits solches Vertrauen der Mitstände erworben, dass er am 26. Februar 1851 auf dem Landtag zu Malchin zum Deputierten der Ritterschaft wendischen Kreises in den Engeren Ausschuss gewählt wurde, in welcher ehrenvollen Stellung er bis zum 4. Dezember 1865 verblieb. Auch religiös und politisch gefestigt, trat er jetzt auf dem Landtag mündlich in der Diskussion und bei den Arbeiten der Comitten, den Kommissionen bedeutend hervor.
Als im Sommer 1864 der Landrat Friedrich Freiherr von Maltzan auf Rothenmoor verstarb, erhielt Plüskow am 30. November 1864 auf dem Landtag zu Malchin von den drei Präsentanden die meisten Stimmen für die Landratsstelle des Herzogtums Güstrow und wurde vom Großherzog Friedrich Franz II. von Mecklenburg zum Landrat ernannt und vom Vorsitzenden Landrat im Sitzungszimmer des Engeren Ausschuss vereidigt. Die Landräte hatten den Rang großherzoglicher Wirklicher Geheimer Räte und waren Mittelsperson zwischen Landesherren und Ständen und beiden gleicherweise verpflichtet.
Josias von Plüskow war ein scharfer Gegner aller Versuche, Mecklenburg für demokratische Reformen wie freie Wahlen und Parlament zu öffnen. Er stimmte 1866 gegen den Beitritt Mecklenburgs zum Norddeutschen Bund und gilt der historischen Forschung als Ultra und Prototyp eines extrem konservativen Junkers. Im Mecklenburgischem Tageblatte kritisierte er 1869 öffentlich den Ministerpräsident des Königreichs Preußen Otto von Bismarck, wofür er sich schon am 13. März 1869 vor der Justizkanzlei zu Rostock zu verantworten hatte. Am 29. April wurde er zu einer Gefängnisstrafe von 14 Tagen und einer Geldbuße von 20 Thalern verurteilt. Dem Großherzog war es bei der Abhängigkeit seines Landes von den Preußen wohl peinlich, dass einer seiner hochgestellten Landräte wegen Angriffe auf die preußische Politik straffällig geworden zu sehen. Er sollte nun schweigen, solange er Landrat war. Plüskow schloss sich danach dem Rechtsverein an und nahm nach dem Krieg von 1870/71 regen Anteil, auch in Leipzig und Mitteldeutschland.
Plüskow legte am 28. Juni 1892 nach 50 Jahren sein Landratsamt nieder und wurde auf sein Ansuchen vom Großherzog entlassen. Im Rostocker Anzeiger vom 30. November 1892 ist zu lesen, dass er auf dem Landtag zu Malchin am 16. November 1892 mehrfach gewürdigt wurde. Hofrat Hermes aus Röbel/Müritz als ältestes in der Landtagsversammlung anwesendes Mitglied der Landschaft des Herzogtums Güstrow erklärte namens der mecklenburgischen Landschaft u. a. alle haben ihn hoch geachtet, auch diejenigen, welche nicht seine Freunde und ihm nicht zugetan waren. Sein Andenken wird lange bleiben. Landrat Graf von Bernstorff auf Wedendorf und Landrat von Engel auf Breesen formulierten im Namen der Ritterschaft ein Dankschreiben der Landtagsversammlung an Josias von Plüskow.

### Familie
Am 9. Oktober 1840 heiratete von Plüskow die zwanzigjährige Bertha von Schack, eine Tochter von Ernst Peter von Schack (1783–1842) auf Nustrow. Sie wohnten bis 1841 auf dem Gut Trechow, zogen danach in das unansehnliche Haus Kowalz. Plüskow erweiterte das Gutshaus zu einem stattlichen Bau, hatte einen baumreichen Garten und Parkwege zum nahen Wald. Der junge Gutsherr widmete sich mit Eifer und Erfolg der Bewirtschaftung seines Grundbesitzes.
Nach mehreren Töchtern wurde am 7. Januar 1850 Sohn Hans Albrecht und am 1. August 1862 ein zweiter Sohn, Walther, geboren. Walther starb schon mit sechs Jahren. Albrecht ging mit 19 Jahren zum Demminer 2. Pommerschen Ulanen-Regiment Nr. 9. Ein Jahr später fiel er als Secondeleutnant im Deutsch-Französischen Krieg am 18. Oktober 1870 bei Yères.
Die in Kowalz am 14. Oktober 1854 geborene Tochter Margarete, nun Erbtochter, heiratete 1873 den Leutnant Friedrich von Oertzen auf Woltow und wurde unter ihrem Ehenamen Margarete von Oertzen als Schriftstellerin bekannt.
In den letzten Lebensjahren lebte Plüskow wegen zunehmender Schwäche sehr zurückgezogen. Er starb am 16. März 1894 im Alter von 79 Jahren in Kowalz und wurde am 20. März 1894 in Vilz bestattet. Julius von Maltzan, der von 1854 bis 1866 Klosterhauptmann in Dobbertin war, verfasste einen Nachruf. Zur Beerdigung in der Kirche zu Vilz schickte der Großherzog aus Schwerin ein Beileidstelegramm und der Großherzog von Strelitz seinen Stellvertreter.
Den Homagialeid wegen der auf sie vererbten Lehngüter Kowalz und Sophienhof leisteten am 8. Januar 1897 der Major Carl von Plüskow vom Ulanen-Regiment Nr. 9 für sich und seine drei Vettern, den Major Carl von Plüskow vom Dragoner-Regiment Nr. 18, den Hauptmann Otto von Plüskow vom 1. Garde-Regiment zu Fuß und den Premier-Lieutenant Hans von Plüskow vom selben Regiment – unbeschadet des den Töchtern des wailand Landraths Josias von Plüskow zustehenden Erbtochterrechts.

## Ungedruckte Quellen
Landeshauptarchiv Schwerin (LHAS)
- LHAS 3.2-3/1 Landeskloster/Klosteramt Dobbertin.
- LHAS 5.11-2 Landtagsverhandlungen, Landtagsversammlungen, Landtagsprotokolle und Landtagsausschuss.
- LHAS 5.12-4/2 Ministerium für Landwirtschaft, Domänen und Forsten, Klosteramt Dobbertin.